# Максбург (Ајова)
Максбург (енгл. Macksburg) град је у америчкој савезној држави Ајова. По попису становништва из 2010. у њему је живело 113 становника.

## Демографија
Према попису становништва из 2010. у граду је живело 113 становника, што је -29 (-20.4%) становника више него 2000. године.
| Група             | 2000.       | 2010.       |
| Белци             | 138 (97,2%) | 109 (96,5%) |
| Афроамериканци    | 0 (0,0%)    | 0 (0,0%)    |
| Азијати           | 2 (1,4%)    | 0 (0,0%)    |
| Хиспаноамериканци | 0 (0,0%)    | 0 (0,0%)    |
| Укупно            | 142         | 113         |